# ナミビア

ナミビア共和国
Republic of Namibia（英語）

国の標語：Unity, Liberty, Justice
（英語: 統一、自由、正義）
国歌：Namibia, Land of the Brave（英語）
ナミビア、勇者の地

ナミビア共和国（ナミビアきょうわこく、英語: Republic of Namibia）、通称ナミビアは、アフリカ南西部に位置する共和制国家である。北にアンゴラ、北東にザンビア、東にボツワナ、南に南アフリカ共和国と国境を接し、西は大西洋に面する。なお、地図を一見すると接しているように見えるジンバブエとはザンビア、ボツワナを挟んで150メートルほど離れている。首都はウィントフック。イギリス連邦加盟国のひとつである。
植民地時代の名称は南西アフリカ。ドイツによる植民地支配を経て、第一次世界大戦以後は南アフリカ連邦の委任統治下に置かれていたが、第二次世界大戦後の国際連盟解散を機に南アフリカが国際法上違法な併合を行った。南アフリカの統治時代には同様の人種隔離政策（アパルトヘイト）が行われ、バントゥースタン（ホームランド）が置かれた。その後、1966年にナミビア独立戦争が始まり、1990年に独立を達成した。

## 国名

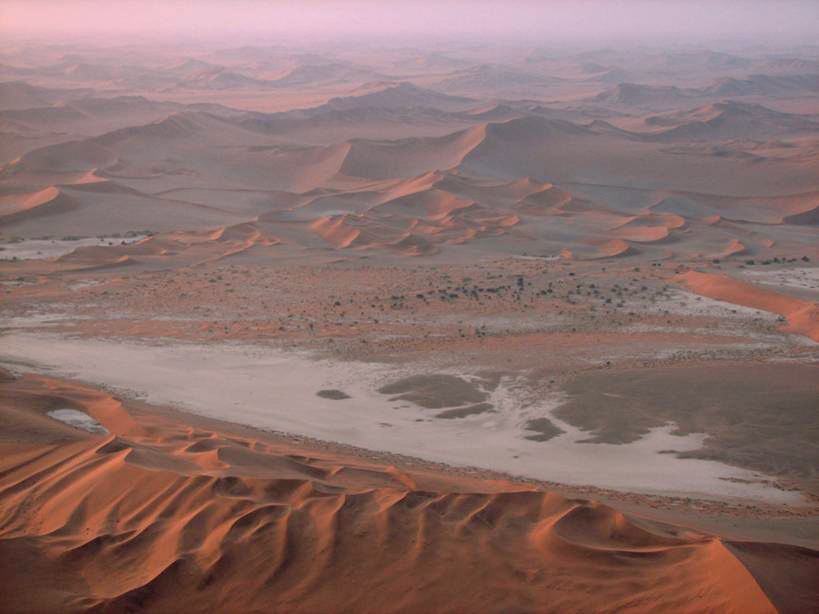
ナミブ砂漠。

英語による正式名称は、Republic of Namibia（リパブリク・オヴ・ナミビア）。通称、Namibia [nəˈmɪbiə]。
アフリカーンス語表記は、Republiek van Namibië（レピュブリーク・ファン・ナミビエ）。通称、Namibië [naˈmibijə]。
ドイツ語表記は、Republik Namibia（レプブリーク・ナミービア）。通称、Namibia [naˈmiːbia]。
日本語の表記は、ナミビア共和国。通称、ナミビア。
ドイツによる植民地時代はドイツ領南西アフリカと呼ばれていた。ナミビアという国名は、同国内にある世界最古の砂漠と言われているナミブ砂漠にちなんでつけられた。「ナミブ」は主要民族であるサン人の言葉で、「隠れ家」という意味である（Namibia project（1986） p14）。また、ナマ、ダマラ族の言葉では、「広大な場所（vast place）」を意味する（CIA World Factbook）。なお、「何もない」という意味もあるという説もあるが、英語の「vast」の語源から言われるようになったと考えられる。

## 歴史

### 古代
現在のナミビアの領域には、もともとはコイサン人（コイコイ人 - ナマ人、サン人など）が居住していたようである。

### バントゥー民族の拡大
14世紀にはバントゥー系民族の拡大にともない、バントゥー系諸民族が支配するようになっていた。16世紀から17世紀にかけて、ヘレロ人、ダマラ人、オカヴァンゴ人などが定着した。

### 植民地時代
1840年にイギリスがケープ植民地との往来のためにウォルビスベイ一帯の領有を開始したが、その他の地域には支配は及ばなかった。ケープ植民地からの圧力を受けて、それまで相互に対立していた現在のナミビアに相当する地域に住む諸民族は、ヨンケル・アフリカネルの指導の下で1858年にワハナス平和条約を結び、共同で外国からの植民地化に立ち向かうことを宣言した。この平和条約の効力は弱かったものの、現在のナミビア民族（nation）形成の端緒として評価されている。

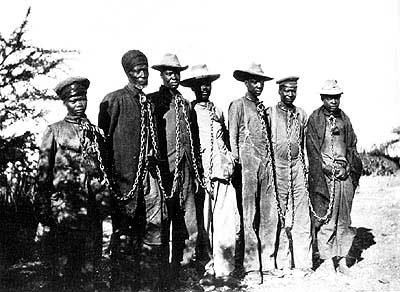
ヘレロ戦争中、ドイツ軍によって鎖に繋がれたヘレロ人（1904年）。1907年の戦争終了時、ヘレロ人の80%以上が殺害されていた。

1883年4月にドイツ帝国の商人アドルフ・リューデリッツは部下のハインリヒ・フォーゲルザングをこの地に派遣し、同年5月1日にフォーゲルザングは在地のベタニア人の首長ヨーゼフ・フレデリックスからアングラ・ペクエナの地を購入した。翌1884年にドイツ帝国はウォルビスベイ以外の地域について、このドイツの商人フォーゲルザングがベタニア人の首長フレデリックスから購入した土地を足がかりにドイツ領南西アフリカとして保護領化を宣言した（ドイツ植民地帝国）。ドイツからは弁務官パウル・ロールバッハや、総督テオドール・ロイトヴァン（任:1894年 - 1904年）が南西アフリカに派遣され、以後ドイツによる南西アフリカ人の「文明化の使命」や、商業上の利害に基づいて植民地化を進めた。他方、ナミビアの人々はこのドイツによる植民地化の動きを黙認したわけではなく、1902年には北部のオヴァンボ人の土地のカンボンデ首長はイギリスに手紙を書き、ドイツの植民地化に抵抗することを宣言している。また、白人入植者から土地を奪われたヘレロ人やナマ人も他の諸民族の反植民地運動に同調し、1904年1月にヘレロ人のサミュエル・マハレロ首長に率いられて蜂起した（ヘレロ戦争）。この戦争に際してドイツ軍を指揮したフォン・トロッタ司令官は1904年10月2日にヘレロ人を抹殺する旨の宣言を発令し、ナマ人のヘンドリック・ヴィットボーイ率いる反乱に苦戦したあとの1905年4月21日にはナマ人の抹殺も命じている。この戦争は1907年9月にドイツと結んだイギリス軍の兵士によって、反乱の有力指導者であったヤコブ・マレンゴが射殺されたことをもって終結し、戦争によってヘレロ人の80%以上、ナマ人の50%以上が殺害された（ヘレロ人とナマ人のジェノサイド）。
戦後、ドイツ当局は「部族別居留地」制度を敷いて分割統治策を打ち出し、のちの南アフリカ支配下でのアパルトヘイト政策の先鞭をつけた。1910年には、イギリスがウォルビスベイ一帯をドイツに奪われることを防ぐため成立した南アフリカ連邦（1961年から南アフリカ共和国）の一部とした。1914年に第一次世界大戦が勃発すると、イギリスと交戦状態に入ったドイツはイギリス領ウォルビスベイ一帯を占領した。

### 南アフリカ委任統治領
第一次世界大戦は継続し、ドイツによるウォルビスベイ占領の翌1915年には、南アフリカ連邦が南西アフリカ全体を再占領した。戦後、1921年に国際連盟によって南西アフリカは南アフリカ連邦の委任統治領とされ、このときウォルビスベイも南西アフリカの一部とされた。その後、第二次世界大戦までは南アの委任統治が行われ、1922年にはコイ人によるボンデルスワルトの反乱が、1924年にはカラードによる反乱が発生したがともに敗れ、1928年の時点で2万8,000人に達した白人入植者によって、黒人先住民が支配される体制が敷かれ続けた。第二次世界大戦後の1946年に南アは国際連盟が解散したのに乗じ、委任統治をさせていた国際連盟がなくなったことから、委任統治の終了と併合を宣言した。しかし、国際的には認められず、国際法上不法占領にあたるとみなされた。
1959年12月10日にウィントフックで発生した強制立ち退き反対を訴える黒人のデモに対し、警官隊が発砲し、11人が殺害された事件（ウィントフックの虐殺）以後、民族解放運動が高揚した。1960年の国連総会で、南アの委任統治終了と信託統治領に移行させるとした決議が可決されるが、南アは決議を拒否し実効支配が継続された。1962年にナミビアの民族解放組織として南西アフリカ人民機構（SWAPO）が形成され、南アフリカへの圧力となった。
1965年までにナミビア北部を東西に横断する獣医警戒柵（Veterinary Cordon Fence）が設置された。この柵はウシの口蹄疫対策のために設置されたもので、アンゴラから流入してくる放牧民（ウシ）との接触を防ぐものであった。結果的に柵が設置されて以降、柵から南側の地域で口蹄疫が撲滅され、ウシの輸出が可能となった。

### ナミビア独立戦争

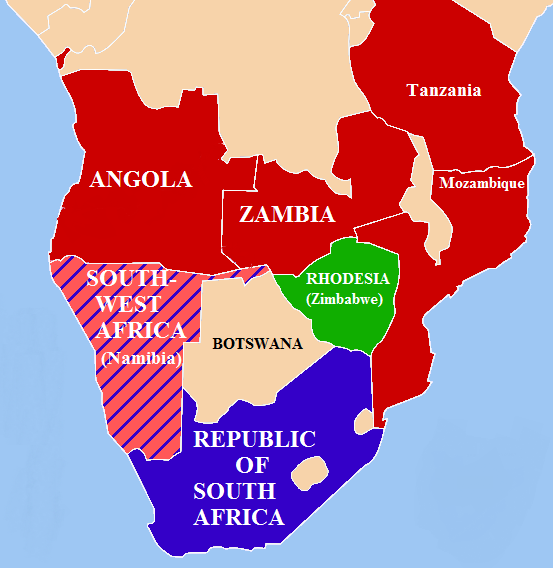
ナミビア独立戦争。赤がSWAPO支持国、緑が南ア支持国（1978年時点）。

1966年に南アフリカ共和国は本国と同様にナミビアにもバントゥースタンを設置し、アパルトヘイト政策を行った。脱植民地化時代におけるこの露骨に人種主義的な政策は、国際的な非難とそれにともなう南アフリカへの経済制裁やナミビア国内での独立運動の高揚を招いた。同年7月には南西アフリカ人民機構（SWAPO）の武装蜂起によってナミビア独立戦争（1966年 - 1990年）が始まった。1968年には国連総会が、南西アフリカからナミビアと改称したうえで、国連ナミビア委員会の統治下に置く旨を決議した。1971年に鉱山労働者がストライキを行ったが、翌1972年に南アフリカ国防軍の出動によって鎮圧された。1973年には国連がSWAPOを承認した。1975年に前年のカーネーション革命によってポルトガル領だったアンゴラが独立し、アンゴラ内戦が勃発すると、ナミビアはアンゴラに直接介入する南アフリカ防衛軍の拠点となり、ナミビアとアンゴラの国境付近では南アフリカ軍とアンゴラ軍やキューバ軍との対峙が続いた。
1982年にアメリカ合衆国のロナルド・レーガン大統領と南アフリカ政府は、キューバ軍のアンゴラからの撤退とナミビアの独立を交換条件とするリンケージ政策を打ち出していた。
1988年2月のクイト・クアナヴァレの戦いでアンゴラ＝キューバ＝SWAPO連合軍に南アフリカ軍の攻勢が阻止されると、南アフリカはアンゴラからの撤退を表明した。南アフリカの撤退とキューバの疲弊は全紛争当事者へのこのリンケージ政策の履行を可能にした。1988年12月22日の三国協定（通称：ニューヨーク協定）でリンケージ政策は関係各国に承認された。

### 独立
1989年、国連監視下でナミビアでは選挙が行われSWAPOが過半数を制した。1990年3月に制憲議会で憲法を制定したあと、独立を達成した。官報は、1990年3月20付けNo.5922までの“Official Gazette of South West Afirica ”に替わり、1990年3月21日付けで“GOVERNMENT GAZETTE OF THE REPUBLIC OF NAMIBIA ”No.1.が発行された。初代大統領にはSWAPO議長のサム・ヌジョマが就任した。独立以後もナミビアは複数政党制民主主義を堅持し、経済も成長している。
1994年には、南アが1977年に併合し南ア領として支配していた港町ウォルビスベイ一帯も返還された。

### 2020年代
2024年、過去数十年間で最悪の干ばつに直面。政府は放牧や水供給への負担を軽減するとともに、干ばつの影響で飢えに直面している人々に食肉を提供する目的で野生動物の駆除に着手。カバ、バッファロー、インパラ、ゾウ、オグロヌー、エランド、シマウマなどが犠牲となった。

## 政治

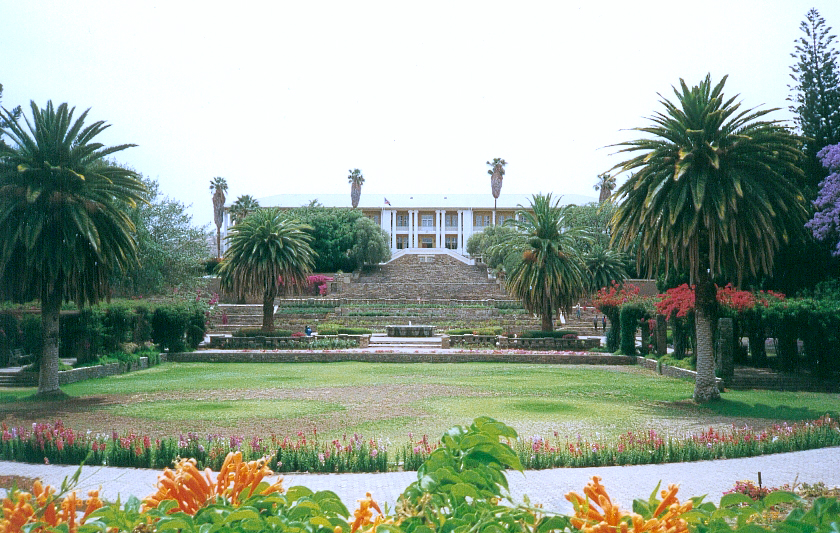
国民評議会

ナミビアは共和制、大統領制をとる立憲国家である。現行憲法は1990年3月21日に施行されたもの。
国家元首である大統領は、国民の直接選挙により選出され、任期は5年。3選は禁止されている。首相と閣僚は、国民議会議員の中から大統領が任命する。大統領が辞職・死去の場合は、副大統領が大統領選挙まで、職務を代行する。
ナミビア議会は両院制で、上院に相当する国民評議会と下院に相当する国民議会により構成される。国民評議会は定数26議席で、全13州から各2名ずつの州代表が、州議会による間接選挙により選出される。任期は6年。国民議会は定数78議席で、うち72議席は比例代表制に基づき国民が選出し残りは大統領が任命する。任期は5年。
ナミビアは複数政党制を導入しているが、1990年の独立以来、南西アフリカ人民機構（SWAPO）が一貫して政権を担い続けている。おもな野党は民主主義者会議（CD）、民主ターンハーレ同盟（DTA）である。
最高司法機関は最高裁判所である。三審制であり、最高裁の下に高等裁判所、地方裁判所を設置している。

## 軍事
総兵力は9,200人。志願制。陸軍、海軍、空軍からなる。軍事予算は1億6,000万ドル（2005年）。

## 国際関係
ナミビア独立戦争を支持していた関係から隣国アンゴラのアンゴラ解放人民運動（MPLA）政権、南アフリカ共和国のアフリカ民族会議（ANC）政権、およびキューバと友好関係にある。
首都であるウィントフックのナミビア大統領府は北朝鮮の万寿台海外開発会社が建設を受注している。

### 日本との関係
- 在留日本人数 - 42人（2022年10月現在:外務省）[13]
- 在日ナミビア人数 - 37人（2022年12月現在:法務省）[13]

## 地理

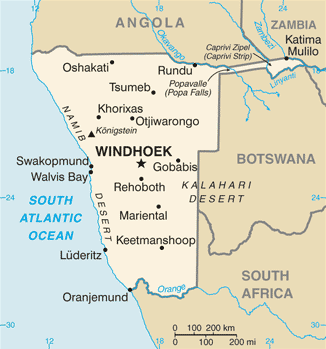
ナミビアの地図

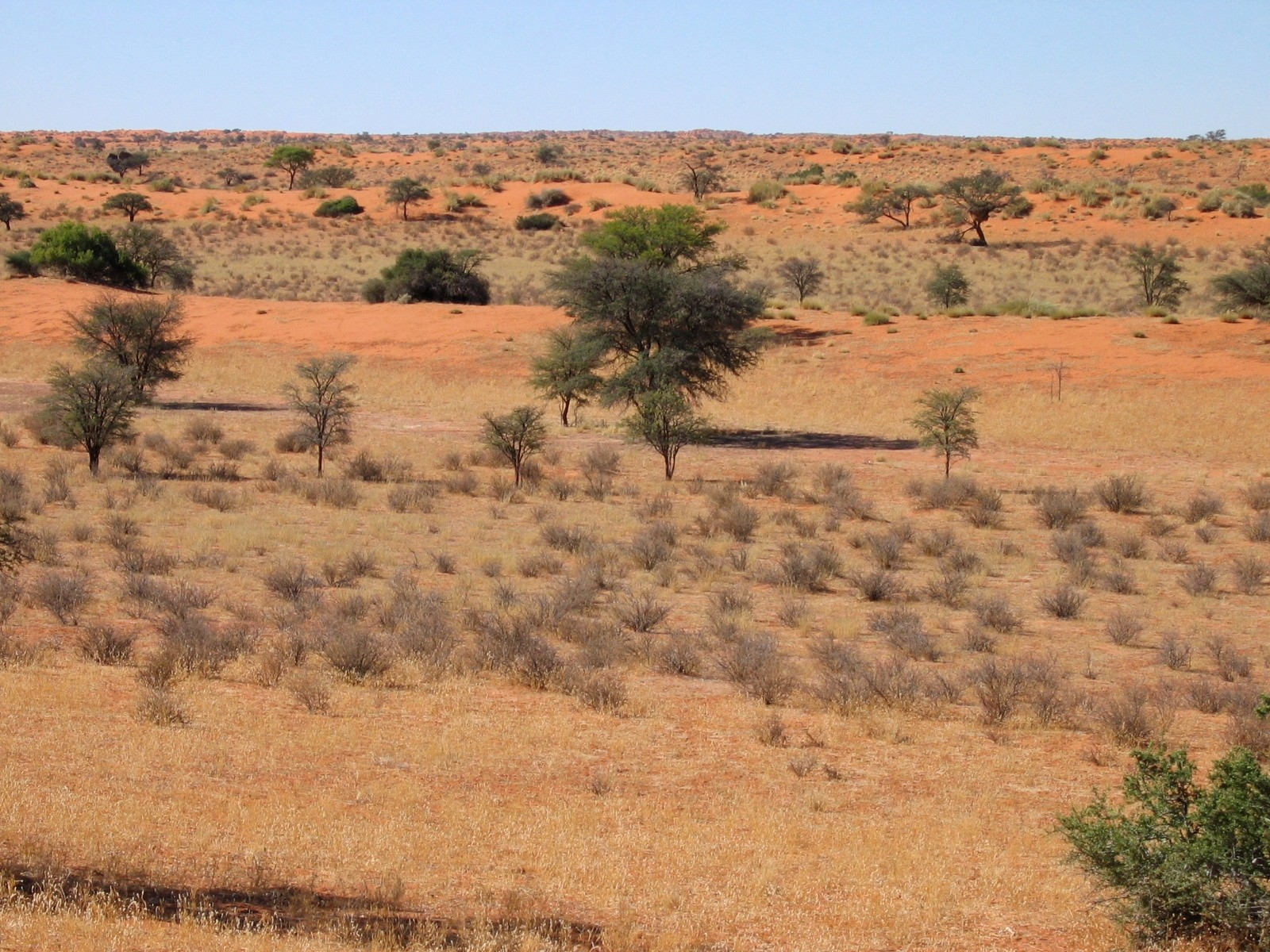
カラハリ砂漠

ナミビアは全土が乾燥帯に属し、海岸部および南部が砂漠気候、北東部はステップ気候に属する。
ナミビアの地形は東西に大きく三分される。もっとも西側の大西洋岸には海岸低地が広がっているが、幅は約100キロ程度でそれほど広くはない。この海岸低地は付近を流れる寒流のベンゲラ海流の影響によって大気が安定しており降雨がほとんどないため、極度の乾燥地帯となっており、世界でもっとも古いといわれるナミブ砂漠が広がっている。水源がほとんどないため人口は非常に少ないが、中部には天然の良港であるウォルビスベイがある。
海岸低地の東には大急崖帯と呼ばれる険しい地形が広がっており、ここで標高は一気に1,000メートルほど上昇する。この大急崖帯は西側のみ険しい地形となっており、東側には中央高原と呼ばれるかなり平坦な地形が広がる。この高原は国土の東端まで続くが、東端に近い地域はカラハリ砂漠に属する。この高原の北部にはアフリカ最大の塩湖であるエトーシャ塩湖が広がる。北東部にはナミビア本土から東側に大きく突き出る形で、長さ450キロのカプリビ回廊がある。この回廊はドイツ植民地時代に、ザンベジ川へのアクセスを確保する目的でドイツに譲渡されたものである。国土南端にはオレンジ川があり、ここが南アフリカとの国境となっている。最高地点はナミブ砂漠北部のブランドバーグ山（標高2,606メートル）である。白亜紀の大陸分裂にともなうマグマ噴出で出来た花崗岩の貫入山塊である。
ナミビアは年間300日が晴天で、6月から8月の冬期は乾燥し、9月から11月が小雨季、2月から4月が大雨季である。降水量は場所によりさまざまで旱魃も多い。海岸の気候は北上するベンゲラ海流の影響が大きく、乾燥と低温をもたらし濃霧を発生する。

## 地方行政区分

ナミビアの行政区画

ナミビアには、14の州がある。
1. クネネ州
2. オムサティ州
3. オシャナ州
4. オハングウェナ州
5. オシコト州
6. 西カバンゴ州
7. 東カバンゴ州
8. ザンベジ州（旧：カプリビ州）
9. エロンゴ州
10. オチョソンデュパ州
11. オマヘケ州
12. ホマス州
13. ハルダプ州
14. カラス州

### 主要都市
最大都市は国土の中央部、中央高原に位置する首都のウィントフックである。海岸部には天然の良港であるウォルビスベイと、ウォルビスベイがかつてイギリス、次いで南アフリカ領だったために代わりの港湾として開発されたスワコプムントがある。ナミビアの人口は北部に集中しているため、北部にはルンドゥやオシャカティなどナミビアでは人口上位となる都市が多く存在する。

## 経済

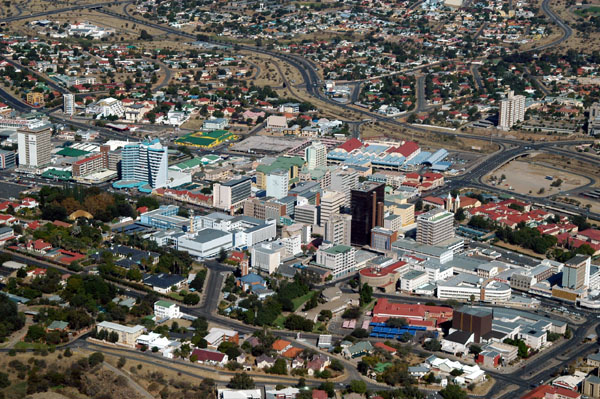
首都ウィントフック中心部

ナミビアの経済の柱となっているのは鉱業であり、2012年のGDPの12%を占める。中でももっとも大きな割合を占めているのはダイヤモンドの採掘である。ナミビアのダイヤモンドは鉱脈となる岩石があるわけではなく、オレンジ川上流の南アフリカ中部にある鉱脈が浸食され、流出したダイヤモンドが堆積した漂砂鉱床であり、そのためオレンジ川下流および、オレンジ川が大西洋に流れ込みベンゲラ海流によって原石が運ばれたナミブ砂漠南部が鉱床となっている。一方、独立後にはウランの採掘が急速に拡大し、ダイヤモンドに匹敵する鉱業の柱となりつつある。ウランはスワコプムントの東にあるロッシング鉱山などで採掘されている。また銅は白人入植以前から利用されており、現代でも北部のツメブ鉱山などで採掘されている。
鉱業に次いで大きな割合を占めるのは牧畜である。ナミビアで飼育される家畜はウシが中心であり、輸出も行われている。
ナミビアは南部アフリカ関税同盟に属していることもあり、経済的には南アフリカへの依存度が高く、多数の南アフリカ系企業が進出している。人口の少なさ、鉱物資源の豊富さ、整備されたインフラによって、アフリカでは比較的豊かな国であるが、貧富の差が世界の中で南アフリカ共和国に次いで激しい国と言われており、ジニ係数は59.1（2015年）であり、かなり高い。これは、先進諸国並みに豊かな白人層と、いまだに貧しい黒人や伝統的な生活を送る農村部の部族との落差が大きいためである。しかし、治安はアフリカ諸国でも有数に良好である。

## 交通

### 道路
左側通行を採用する。

### 鉄道
トランスナミブにより鉄道が運行されており、南アフリカと結ばれている。

### 空運
ナミビア航空が近隣諸国とを結んでいるほか、アフリカ大陸では唯一、旧植民地時代の宗主国であったドイツのフランクフルト空港との間を結んでいる。しかし、同社は、2021年2月11日に突如として同日以降の全路線の運行停止を発表した。

## 住民
北部のエトーシャ塩湖付近のクヴェライ＝エトーシャ盆地にはナミビアの人口の約40%が住んでおり、特にオシャナ州の人口密度は首都のウィントフックが所在するホマス州よりも高い。

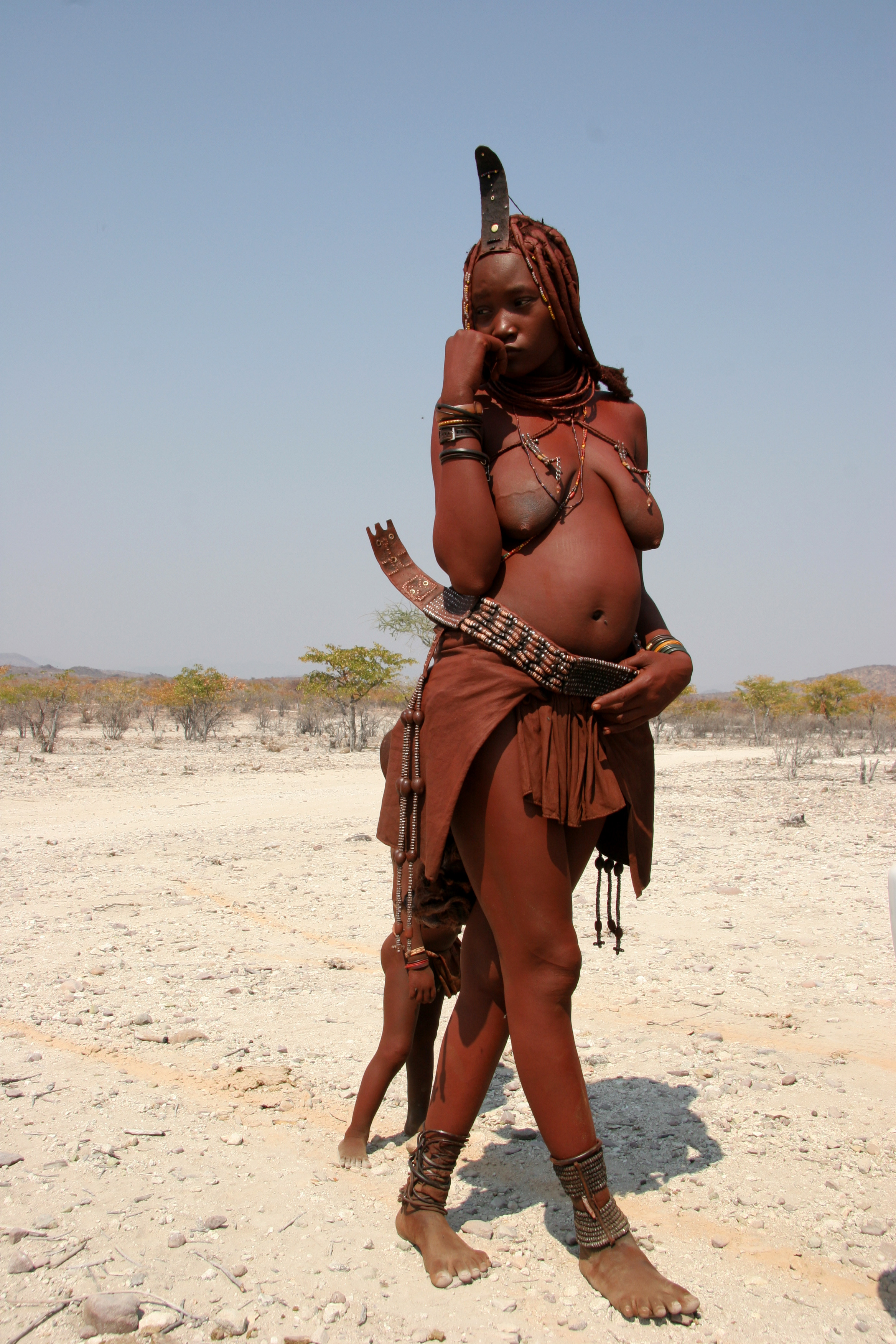
ヒンバ族の若い女性。赤銅色は化粧および虫除けとして塗られたもの。

### 民族
| 民族構成     | 民族構成     | 民族構成 | 民族構成 | 民族構成 |
| ------------ | ------------ | -------- | -------- | -------- |
|              |              |          |          |          |
| オヴァンボ人 | オヴァンボ人 |          | 50%      | 50%      |
| カバンゴ人   | カバンゴ人   |          | 9%       | 9%       |
| ダマラ人     | ダマラ人     |          | 7%       | 7%       |
| ヘレロ人     | ヘレロ人     |          | 7%       | 7%       |
| ナミビア白人 | ナミビア白人 |          | 6%       | 6%       |
| ナマ人       | ナマ人       |          | 5%       | 5%       |
| カラード     | カラード     |          | 4%       | 4%       |
| その他       | その他       |          | 12%      | 12%      |

民族構成は黒人が87.5%、白人が6%、混血人が6.5%となっている。人口の約50%がオヴァンボ人、9%がカバンゴ人、7%がヘレロ人、7%がダマラ人、5%がナマ人、4%がカプリヴィアン人、3%がブッシュマン、2%がレホボス・バスター、0.5%がツワナ人となっている。白人はドイツ系、オランダ系の子孫であるアフリカーナーなどからなるナミビア白人によって構成され、その他に在ナミビア中国人が存在する。

## 言語
| 家庭で話される言語（ナミビア 2011） | 家庭で話される言語（ナミビア 2011） | 家庭で話される言語（ナミビア 2011） | 家庭で話される言語（ナミビア 2011） | 家庭で話される言語（ナミビア 2011） |
| ----------------------------------- | ----------------------------------- | ----------------------------------- | ----------------------------------- | ----------------------------------- |
|                                     |                                     |                                     |                                     |                                     |
| 英語                                | 英語                                |                                     | 3.4%                                | 3.4%                                |
| オヴァンボ語                        | オヴァンボ語                        |                                     | 48.9%                               | 48.9%                               |
| ナマ語                              | ナマ語                              |                                     | 11.3%                               | 11.3%                               |
| アフリカーンス語                    | アフリカーンス語                    |                                     | 10.4%                               | 10.4%                               |
| クワンガリ語                        | クワンガリ語                        |                                     | 8.5%                                | 8.5%                                |
| ヘレロ語                            | ヘレロ語                            |                                     | 8.6%                                | 8.6%                                |
| カプリビ語                          | カプリビ語                          |                                     | 4.8%                                | 4.8%                                |
| ドイツ語                            | ドイツ語                            |                                     | 0.9%                                | 0.9%                                |
| コイサン諸語                        | コイサン諸語                        |                                     | 0.8%                                | 0.8%                                |
| ツワナ語                            | ツワナ語                            |                                     | 0.3%                                | 0.3%                                |
| その他                              | その他                              |                                     | 2.4%                                | 2.4%                                |

### 英語
唯一の公用語は英語であるものの、日常生活で使う人の割合はあまり高くない。第一言語話者は人口の3.4%にすぎず、おもに第二言語として政府や中等教育、高等教育などで使用される。また、共通語として公式の場ではなるべく英語を使うことが奨励される。英語を母語とする人は少ないことに加え、元来、独立前の南西アフリカ時代に英語はあまり使われていなかった言語であるため、国民の英語力はそれほど高くないが、首都のウィントフックを中心に家庭でも使用する人が増加している。

### アフリカーンス語とドイツ語

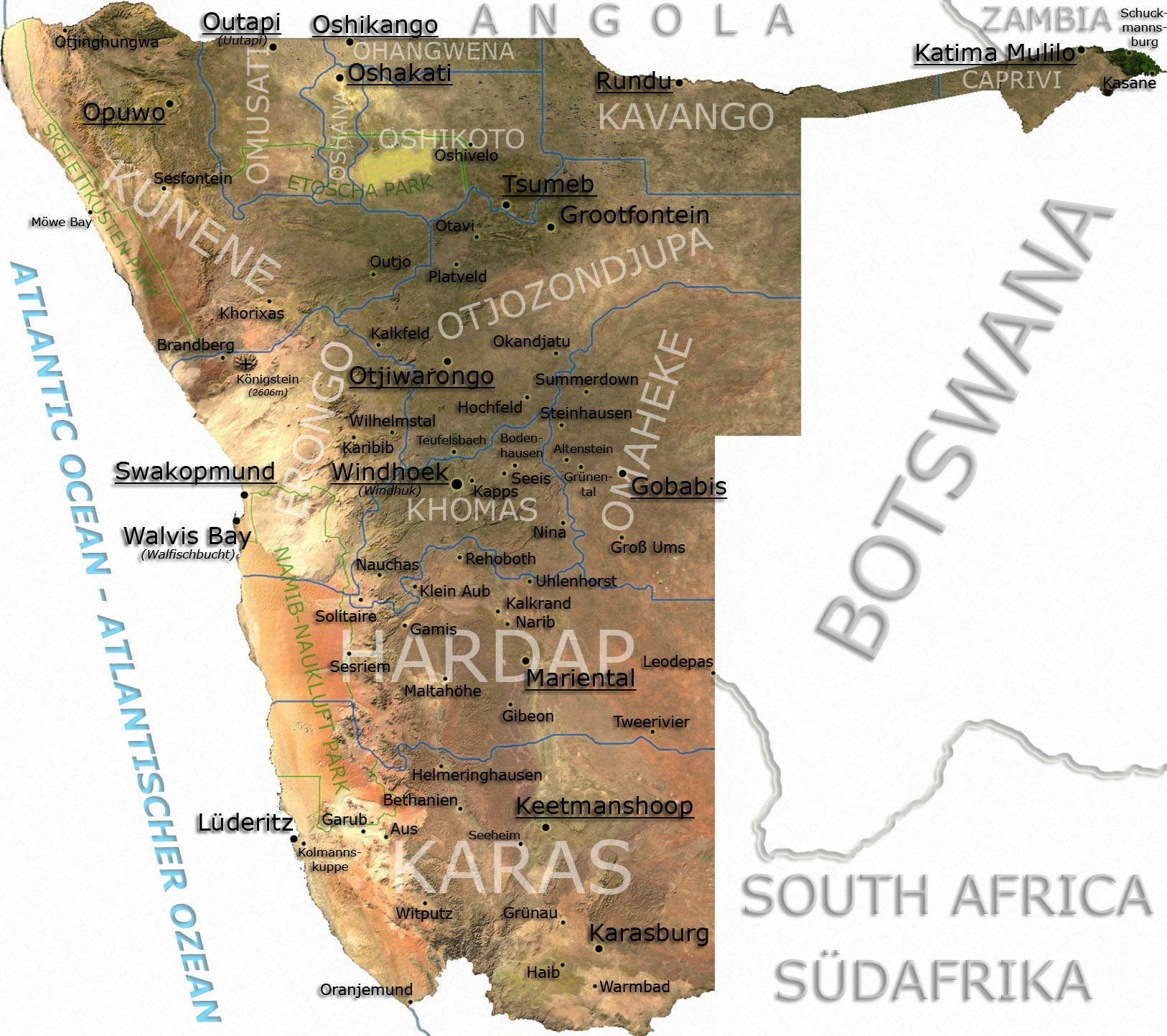
ナミビアの地図。アフリカーンス語とドイツ語の地名が多い。

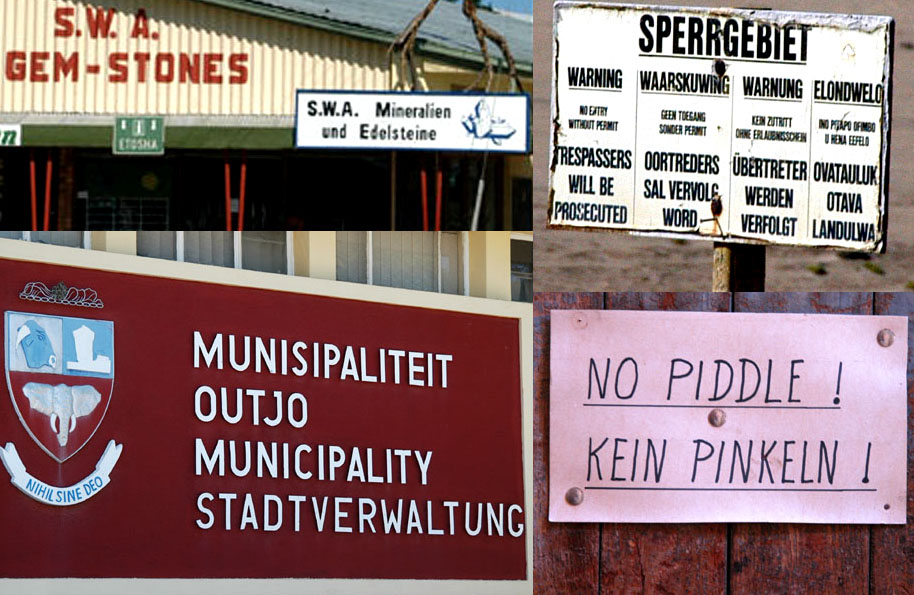
英語、アフリカーンス語とドイツ語、オヴァンボ語など多言語で書かれた標識

1990年の独立以前までは公用語はアフリカーンス語とドイツ語に英語を加えた3言語であったが、独立時に多言語化による負担を減らすことと植民地支配やアパルトヘイトのイメージを払拭するためにアフリカーンス語とドイツ語が公用語でなくなり、国連やイギリス・アメリカの後押しもあり、イギリス連邦への加盟などにより英語が唯一の公用語となった。政府は南アフリカ同様にアフリカーンス語を排除し、英語化を推し進めているものの、ナミビアでは、1910年までイギリス領だったウォルビスベイを除き、イギリス本国による植民地支配を経験しておらず、英語が浸透していなかったことと、1980年代までは中等教育以上ではほぼ全土でアフリカーンス語が教授言語であったことから、実際に共通語としてアフリカーンス語の地位がすでに確立されていた。そのため、現在でも英語よりもアフリカーンス語の方が日常会話として一般的に広く使用され黒人も含めた各民族間の共通語となっている。隣国南アフリカに比べると黒人同士の間でも抵抗なく話されており、アフリカーンス語の表記や看板も多く公用語に指定されている南アフリカよりもむしろ公用語になっていないナミビアの方が公用語的な地位を保っているともいえる。
地名や通りの名などはドイツ語やアフリカーンス語由来のものが多くなっている。英語が公用語になる以前は、通りの名前はドイツ語の Str.（-Straße）やアフリカーンス語の straat と表示されていたが、現在では英語の -St（Street）へと変更されている。また、TVや新聞などのメディアにおいてもかつてはアフリカーンス語とドイツ語が優位であったが、一部を除くと現在はほとんどが英語となっている。
全人口の6.4%を占める白人（ヨーロッパ系）の60%がアフリカーンス語を、32%がドイツ語を、7%が英語、1%がポルトガル語を使用している。ドイツ植民地時代から90年経った現在でもドイツとの結びつきが強く、ドイツ語は商業言語として大きな地位を占めており、ドイツ系ナミビア人（約3万人）のためにドイツ語での教育も行われている。

### 土着言語・その他
バントゥー語群に属すオヴァンボ語（英: Oshiwambo）は全人口のおよそ半数の第一言語である。オヴァンボ語には、クワニャマ方言・ンドンガ方言・クワンビ方言などの方言がある。
その他の言語としては、コイコイ語、ヘレロ語、クワンガリ語、カプリビ語、ツワナ語などの他にコイサン諸語なども話されており、近年はアンゴラに接する北部を中心にポルトガル語も急速に広まっており、全人口の4 - 5%前後がポルトガル話者である。ポルトガル語は学校教育に取り入れられており、2014年にはポルトガル語諸国共同体のオブザーバーになった。

## 保健
HIVが蔓延し国民の健康を脅かす重大な脅威となっている。2019年のHIV感染者は推計で約21万人であり、感染率は12.7%に達した。HIV無症候性キャリアはそれ以上と推定されている。2019年のHIV/AIDSによる死亡者は約3000人だった。

## 文化

### 宗教

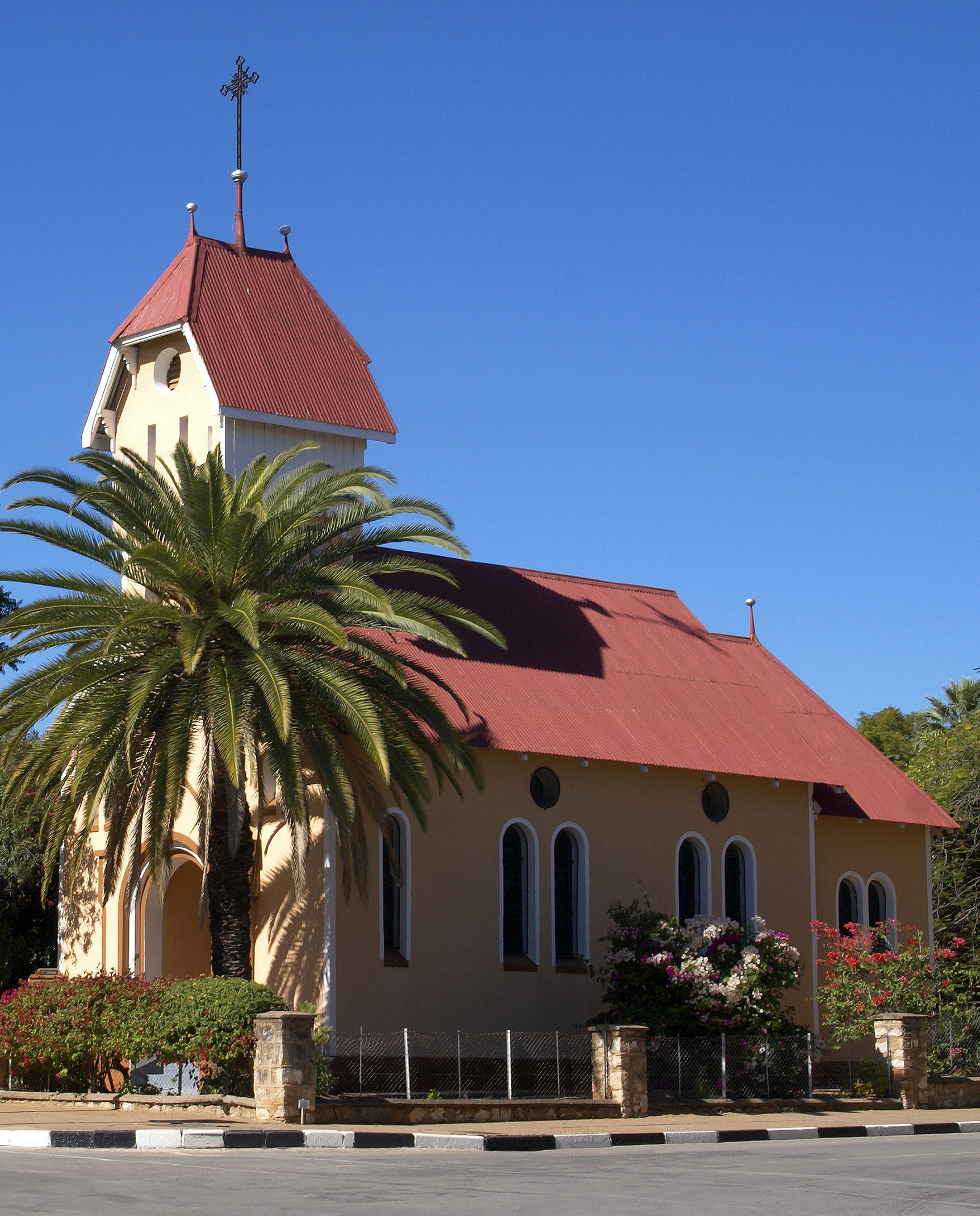
ツメブのキリスト教教会

キリスト教が人口の80%から90%を占め、そのうちの50%がルーテル派である。在来信仰が人口の10%から20%を占める。

### 教育
2018年の推計によれば、15歳以上の国民の識字率は91.5%（男性：91.6%、女性：91.4%）である。2014年の教育支出はGDPの3.1%だった。初等教育では各民族語によりなされるが、初等教育の高学年より、英語が取り入れられ、中等教育、高等教育ではほぼすべての授業を英語で行っている。中等教育以上でも独立以前の公用語であったドイツ語やアフリカーンス語での教育も一部認められている。なお、1980年代まではアフリカーンス語が唯一の教授言語であった。
それまで、長年の間共通語として機能してきたアフリカーンス語で行われてきた教授言語を莫大な予算を投じて、あまり使われていなかった英語に変えたことによる弊害も出てきている。特に、教師の英語力が著しく不足している点が問題となっており、結果として全体の教育レベルの低下を招いているとされ、教授言語の英語化は失敗であったとの指摘もある。

### 婚姻
婚姻時は、夫婦同姓とする、あるいは夫婦別姓とすることから選択することが可能。子の姓に関しては、両親のいずれかの姓とする。2013年現在、子の姓についてより選択肢を広げる法改正について議論がなされている。

### 祝祭日
| 日付     | 日本語表記       | 現地語表記 | 備考           |
| -------- | ---------------- | ---------- | -------------- |
| 1月1日   | 元日             |            |                |
| 3月21日  | 独立記念日       |            |                |
| 移動祝日 | 聖金曜日         |            | 3月 - 4月      |
| 移動祝日 | 復活祭月曜日     |            | 3月 - 4月      |
| 5月1日   | メーデー         |            |                |
| 5月4日   | カシンガの日     |            |                |
| 移動祝日 | 主の昇天         |            | 復活祭の40日後 |
| 5月25日  | アフリカの日     |            |                |
| 8月26日  | 英雄記念日       |            |                |
| 12月10日 | 人権の日         |            |                |
| 12月25日 | クリスマス       |            |                |
| 12月26日 | ボクシング・デー |            |                |

### スポーツ
ナミビア国内では、サッカーとラグビー、クリケットが最も盛んなスポーツとなっている。ラグビーナミビア代表は、ラグビーワールドカップにはこれまで6度出場しているものの、2019年大会まで全て予選プールで敗退している。サッカーナミビア代表はFIFAワールドカップには未出場であるが、アフリカネイションズカップには3度の出場経験をもつ。また、2020年にプロサッカーリーグのナミビア・プレミアサッカーリーグも創設されている。クリケットでは国際競技連盟の国際クリケット評議会に1992年に加盟した。2027年のクリケット・ワールドカップは、南アフリカとジンバブエとの3カ国共催を予定している。

## 著名な出身者
- ニカウ - 俳優
- ベハティ・プリンスルー - ファッションモデル
- フランク・フレデリクス - 陸上競技選手
- コリン・ベンジャミン - トレーナー
- ライアン・ヌヤンベ - サッカー選手